# Cabeçalinho
Cabeçalinho (em Crioulo cabo-verdiano (escrito em ALUPEC): Kabesalinh) é uma aldeia na ilha de São Nicolau, em Cabo Verde.

## Localidades
- Cachaçinho
- Caldeira
- Chamiço de Cima
- Ribeira de Fonte
- Assomada Caleijão/Assomada de Estancha
- Chã
- Lombo Cabeçalinho
- Missemirinha
- Lombo Ferreira
- Coxo de Cabeçalinho
- Curva de Barraquinha
- Lombo Colo/Lombo Loteiro
- Mato Fort (Cape Verdean Creole variant form of Mato Forte)
- Titeia
- Alto Cacáco